# Vankó Zsuzsanna
Vankó Zsuzsanna, gyakran Vankó Zsuzsa (Kőröshegy, 1945. –) teológiai doktor, a biatorbágyi székhelyű Sola Scriptura Teológiai Főiskola tanára, mb. rektora, a Keresztény Advent Közösség lelkipásztora, számos könyv szerzője.

## Élete
Adventista családban nőtt fel; édesapja Vankó Mihály, aki egy kisebb csoport élén az 1950-es években kiszakadt az adventista egyházból.
1969-ben az Evangélikus Teológiai Akadémián végzett teológusként. Ez évtől bibliamunkás és adminisztrátor, 1970-től a SZET lelkészképző intézetének tanáraként dolgozott.
1975-ben összeütközésbe került az állami irányítás alá került egyházvezetéssel, felfüggesztették az állásából és az ún. Egervári-mozgalom egyik meghatározó alakja, szellemi vezetője lett. Az egyházzal való szakítás után lelkipásztorként tevékenykedett az illegalitásban működő gyülekezetekben, ahol a közösség tartotta el.
1992-ben megalapította a Sola Scriptura Teológiai Főiskolát, amelynek a rektora lett.
2003-ban a Kolozsvári Protestáns Teológiai Intézetben rendszeres teológián PhD-t szerzett.

## Publikációk

### 1989-ig
- Habakuk próféta könyve; Bibliaiskolák Közössége, Bp., 1989 (Bibliatanulmányok)
- A tökéletesség mint egyetemes emberi életcél; Bibliaiskolák Közössége, Bp., 1989 (Alapvető bibliai kérdések)

### 1990–2000
- Hitvallásunk. A Biblia tanításának összefoglalása 30 tételben; összeáll. Vankó Zsuzsa; Keresztény Advent Közösség, Bp., 1990
- Zakariás próféta könyve; Bibliaiskolák Közössége, Bp., 1990 (Bibliatanulmányok)
- Mi az ökumenizmus?; Bibliaiskolák Közössége, Bp., 1991 (Alapvető bibliai kérdések)
- A boldogság törvénye. Bibliai etika; Bibliaiskolák Közössége, Bp., 1993 (Bibliai utak)
- Mit mond a Biblia...; szerk. Vankó Zsuzsa; Bibliaiskolák Közössége, Bp., 1993
- Vankó Zsuzsa–Reisinger János: Bevezetés a Biblia tanulmányozásához; Bibliaiskolák Közössége, Bp., 1993 (Bibliai utak)
- "Felettébb tiszta a te beszéded". Bibliai gondolatok minden napra; összeáll., idézetford. Vankó Zsuzsa; Bibliaiskolák Közössége, Bp., 1994
- Jézus Krisztus apokalipszise. Írásmagyarázat Jelenések könyvéhez, 1-4.; Bibliaiskolák Közössége, Bp., 1995–2011
- Az ember és az igazság; Spalding Alapítvány, Herceghalom, 2001
- Isten, ki vagy?; Bibliaiskolák Közössége, Bp., 2002
- A boldogság törvénye. Bibliai etika és antropológia; 4. bőv., átdolg. kiad.; Spalding Alapítvány, Bp., 2003
- A "legszebb ének" üzenete az ifjúságnak; Spalding, Bp., 2003
- "Isten beszéde". Az Isten-keresés kulcskérdése; Spalding Alapítvány, Bp.–Herceghalom, 2004
- Az "egészséges" hit; Spalding Alapítvány, Herceghalom, 2004
- Esti történetek gyerekeknek; Spalding Alapítvány, Herceghalom, 2005
- A Biblia a küzdő imádságról; Bibliaiskolák Közössége, Bp., 2005
- A Szentlélek személye és munkája; Bibliaiskolák Közössége, Bp., 2006 (Biblia-tanulmányok)
- Krisztus egyházának istentiszteleti alkalmai és közösségi élete, 1-2.; BIK, Bp., 2007 (Biblia-tanulmányok)
- "Ha meghal az ember, hol van ő?"; Spalding Alapítvány, Herceghalom, 2007
- Jézus Krisztus mint Isten Fia és Emberfia. "Én vagyok Dávidnak ama gyökere és ága..." (Jelenések könyve 22,16); BIK, Bp., 2008 (Biblia-tanulmányok)
- Jézus élete; összeáll. Takács Szabolcs, Vankó Zsuzsa; Sola Scriptura Teológiai Főiskola Újszövetségi Tanszék–Spalding Alapítvány, Bp.–Herceghalom, 2009 (Sola Scriptura jegyzetek)
- Isten nyomai... fellelhetők-e?; Spalding Alapítvány, Bp.–Herceghalom, 2009
- "Kit küldjek el, ki megy el nékünk?". Bátorítás és felkészítés a személyes bizonyságtevés szolgálatára; Spalding Alapítvány, Bp.–Herceghalom, 2009

### 2010–2020
- Istenképek és az "élő Isten"; Spalding Alapítvány, Bp.–Herceghalom, 2010
- Bibliai tanítások rendszere. Főiskolai jegyzet; Spalding Alapítvány, Herceghalom, 2010 (Sola Scriptura jegyzetek)
- "Végy tőlem fehér ruhát!"; BIK, Bp., 2011 (Biblia-tanulmányok)
- Az "Isten szíve szerinti ember". Dávid ifjúkora; Spalding Alapítvány–BIK, Biatorbágy–Bp., 2012
- Kicsoda az Isten?, 1-2.; összeáll. Vankó Zsuzsa; BIK, Bp., 2012 (Biblia-tanulmányok)
- Az isteni előre elrendelés. Kétségeket keltő titok, vagy jó hír?; Spalding Alapítvány, Bp., 2013
- Mit mond a Biblia...; 7. jav. kiad.; Spalding Alapítvány, Bp., 2013
- Kezünkben van-e a jövő? Történelmi vonatkozású próféciák a Bibliában; Spalding Alapítvány, Bp.–Biatorbágy, 2014
- Édesanyám történetei. Születésének 100. évfordulójára; Spalding Alapítvány, Bp.–Biatorbágy, 2014
- A Szabadító jövetele. Messiási ígéretek a Bibliában; Spalding Alapítvány, Bp.–Biatorbágy, 2015–
- Őrizzük az emlékét, és az értékeit is? Gondolatok, dokumentumok, kérdések a 16. századi reformáció fél évezredes jubileuma kapcsán, 1-10.; sorozatszerk. Vankó Zsuzsa; BIK, Bp., 2016
- Az egyház "élő temploma". Az egyház szervezetére és működésére vonatkozó bibliai alapelvek; összeáll. Vankó Zsuzsanna; BIK, Bp., 2016 (Bibliatanulmányok)
- A nagy küzdelem, 1-2.; összeáll. Kovács Zoltán, Prancz Zoltán, Vankó Zsuzsanna; BIK, Bp., 2016 (Bibliatanulmányok)
- Vankó Zsuzsa–Takács Szabolcs: A Rómaiakhoz írt levél. Főiskolai jegyzet; Sola Scriptura Teológiai Főiskola Újszövetségi Tanszék–Spalding Alapítvány, Bp.–Biatorbágy, 2016 (Sola Scriptura jegyzetek)
- "Meg van írva: az igaz ember hitből él". A Rómaiakhoz írt levél; összeáll. Vankó Zsuzsanna; BIK, Bp., 2017 (Bibliatanulmányok)
- "Elküldöm hozzátok a Vigasztalót". A Szentlélek személye és munkája; összeáll. Vankó Zsuzsanna; BIK, Bp., 2017 (Bibliatanulmányok)
- "Egymás terhét hordozzátok, úgy töltsétek be Krisztus törvényét". Az evangélium a galáciabeliekhez írt levélben; összeáll. Egerváriné Árvai Márta, Vankó Zsuzsanna; BIK, Bp., 2017 (Biblia-tanulmányok)
- "Sötétségből világosság ragyogjon!". A ma is időszerű reformáció. Tanulmánykötet a reformáció 500. évfordulója tiszteletére; vál., szerk. Vankó Zsuzsanna, M. Környei Éva; Spalding Alapítvány, Bp.–Biatorbágy, 2017
- "Hajnalcsillag" a jövő horizontján. Biztatásul egy borús esztendő búcsúztatásakor (2018. december); Spalding Alapítvány, Biatorbágy, 2018
- Kicsoda nékünk Krisztus? Hogyan lehetünk eggyé Ővele és ezáltal egymással is?; összeáll. Vankó Zsuzsanna; BIK, Bp., 2018 (Bibliatanulmányok)
- Az apostolok cselekedetei. "Vesztek erőt, miután a Szentlélek eljön reátok, és lesztek nékem tanúim" (Apcsel 1,8); összeáll. Vankó Zsuzsanna; BIK, Bp., 2018 (Biblia-tanulmányok)
- Az "örökkévaló jó hír"; BIK, Bp., 2019
- "Aki olvassa, értse meg!". Dániel könyve, 1-2.; összeáll. Vankó Zsuzsanna; BIK, Bp., 2019–2020 (Biblia-tanulmányok)
- Az alapvető bibliai tanítások kátéja; BIK, Bp., 2019
- "Isten felindítá a lelküket". Ezsdrás – Nehémiás könyve; összeáll. Vankó Zsuzsanna; BIK, Bp., 2019 (Biblia-tanulmányok)
- "A szabadság törvénye"; Bibliaiskolák Közössége, Bp., 2019